# Upplands Väsby (gemeente)
Upplands Väsby is een Zweedse gemeente in Uppland. De gemeente behoort tot de provincie Stockholms län. Ze heeft een totale oppervlakte van 84,3 km² en telde 21.348 inwoners in 2004.
De Zweedse symfonische metalband Therion komt uit Uppsland Väsby, net als Europe.

## Plaatsen
- Upplands Väsby (plaats)
- Löwenströmska lasarettet
- Ekeby (Upplands Väsby)
- Harva
- Söderby och Hemmingstorp
- Båtbyggartorp
- Edsby slott och Ljungbacka
- Smedby (Upplands Väsby)